# 1231 Auricula
1231 Auricula este un asteroid din centura principală, descoperit pe 10 octombrie 1931 de Karl Reinmuth.